# Rytis Vaišvila
Rytis Vaišvila (Klaipėda, 23 maggio 1971) è un ex cestista e allenatore di pallacanestro lituano.

## Carriera
Con la Lituania ha disputato i Giochi olimpici di Atlanta 1996.

## Palmarès

### Giocatore
- Campionato russo: 2

Ural Great Perm': 2000-01, 2001-02
- Campionato slovacco: 1

SPU Nitra: 2004-05